# Tricorythodes sordidus
Tricorythodes sordidus är en dagsländeart som beskrevs av Allen 1967. Tricorythodes sordidus ingår i släktet Tricorythodes och familjen Leptohyphidae. Inga underarter finns listade i Catalogue of Life.